# Красильниково (залізничний роз'їзд, Костромська область)
Красильниково (рос. Красильниково) — залізничний роз'їзд в Галицькому районі Костромської області Російської Федерації.
Населення становить 22 особи. Входить до складу муніципального утворення Дмитрієвське сільське поселення.

## Історія
У 1936-1944 року населений пункт перебував у складі Ярославської області. Від 1944 належить до Костромської області.
Від 2007 року входить до складу муніципального утворення Дмитрієвське сільське поселення.

## Населення
| 2008 | 2010 | 2012 | 2014 |
| ---- | ---- | ---- | ---- |
| 25   | ↘18  | ↗22  | →22  |